# Chaetura chapmani
Chaetura chapmani е вид птица от семейство Бързолетови (Apodidae).

## Разпространение
Видът е разпространен в Боливия, Бразилия, Венецуела, Гвиана, Еквадор, Колумбия, Панама, Перу, Суринам, Тринидад и Тобаго и Френска Гвиана.